# 歌と踊り (モンポウ)
『歌と踊り』（うたとおどり、西: Cancións y Danzas）は、フェデリコ・モンポウが作曲した15曲の作品群。13曲はピアノのために書かれており、第13曲がギター、第15曲はオルガンのための楽曲である。

## 概要
『歌と踊り』はひとまとまりの作品として作曲されたわけではなく、1918年から1972年にかけて55年以上の歳月の間に個別に生まれた。各曲は導入的で緩やかな「歌」（Cançó）と、それに続くより動きのある「踊り」（Dansa）から構成される。両者の間に調性的な関連はみられるものの拍子は必ずしも一致しない。作曲者自身はこの構成について「リリシズムとリズムの対比であり、歌曲集とそれとは別の舞曲集になるのを避けるため、また多くの作曲家が取り入れた自然な論理の一致の帰結である」と説明している。楽曲の大半は既存のカタルーニャ地方の民謡に基づくが、オリジナルの作品も存在する。音楽評論家のウィルフリッド・メラーはモンポウにとっての『歌と踊り』は、パリから故郷を想うという点においてショパンにとってのマズルカと近い関係性にあると指摘している。第1番はモンポウ作品でも広く知られたもののひとつで、様々な組み合わせの楽器のために編曲されている。第6番もよく知られている。
アルトゥール・ルービンシュタイン、アルトゥーロ・ベネデッティ・ミケランジェリ、スティーヴン・ハフ、スタニスラフ・ニージェルスキ、アルトゥール・ピサロ、ニール・ガランターなどといったピアニストらが取り上げ、多くの曲が個別に録音されている。また、作曲者自身(歌と踊り第13番、第14番はなし)、アリシア・デ・ラローチャ(歌と踊り第13番はなし)、マーティン・ジョーンズ(歌と踊り第13番はなし)、ホルディ・マソ(歌と踊り第13番はなし)、グスタボ・ロメロ(歌と踊り第13番、第14番はなし)、ピーターフレッチャー（彼自身によるギター編曲版）による全曲録音が存在する。
「歌と踊り第14番」は作曲者自身による録音はないが、これは「カタルーニャ現代ピアノ作品アンソロジー」のための書き下ろし作品を全曲録音の後に委嘱されたからである。委嘱後も録音することはなかった。

## 曲の一覧
各曲の演奏時間はおよそ3-5分。
| No. | 歌 | 踊り                                                                                                | 特記事項 |
| --- | --- | --------------------------------------------------------------------------------------------------- | --- |
| 1   | Quasi moderato; 嬰ヘ長調; 原曲『La hija de Crimson （La Filla del Carmesi）』                          | Allegro non troppo; 嬰ヘ短調 - 嬰ヘ長調; 原曲『Dansa de Castelltercol』 （または『Castelltersol』） | 調号なし |
| 2   | Lento; ト短調; 原曲『Dotze cavallers （Senyora Isabel）』                                              | Molt amabile; ト長調; 原曲『Galop de cortesia』                                                     | |
| 3   | Modéré; 3; 原曲『El Noi de la Mare』（『聖母の御子』, カタルーニャ民謡）                               | Sardana-temps de marche; 6/8拍子; 未完成の弦楽四重奏曲から転用されたオリジナルの楽想                | フランク・マーシャルへ献呈; 小節線が書かれていない |
| 4   | Moderat; 3/4拍子; シャープ1つ; 原曲『A la vora de la mar （El Mariner）』                              | Viv; シャープ1つ; 原曲『Ball del Ciri』                                                             | Madame la Princesse Bassianoへ献呈 |
| 5   | Lento litúrgico; 嬰ハ短調; 8/4拍子                                                                     | Senza rigore -- Ritmado; ホ長調; 6/4拍子                                                            | マリア・カナルスへ献呈; 1942年に夢の中で着想を得たオリジナルの楽想 |
| 6   | Cantabile espressivo; 変ホ短調; 4                                                                      | Ritmado; 変ホ短調 – 変ロ長調; 6/8拍子                                                               | アルトゥール・ルービンシュタインへ献呈; オリジナルの楽想; キューバ、アルゼンチン、ブラジルの文化に影響を受けたリズムを使用。「歌」はアルトゥーロ・ベネデッティ・ミケランジェリがアンコールで好んで演奏した。 |
| 7   | Lento; イ長調; 6/8拍子; 原曲『Muntanyes regalades』                                                    | Danza; イ長調; 3/4拍子; 原曲『L'Hereu Riera』                                                       | |
| 8   | Moderato cantabile con sentimento; ト短調; 3/4拍子; 原曲『アメリアの遺言』                             | Danza; ト長調; 3/4拍子; 原曲『La filadora』                                                         | 「歌」に用いられている楽曲は多くの国、遠くはスウェーデンでも知られている。 |
| 9   | Cantabile espressivo; 変ホ長調; 2/3拍子; 原曲『Rossinyol que vas a França』                            | Allegro; 変ホ長調; 3/4拍子                                                                          | ゴンサロ・ソリアーノへ献呈 |
| 10  | Larghetto molto cantabile; 4                                                                           | Amabile; 3/4拍子                                                                                    | 1953年、マリア・クリスティーナ・デ・ボルボン・イ・バッテンベルグへ献呈; Sobre dos Cantigos del Rey Alfonso Xと記されている; 作曲者自身によるギター編曲がある                                                 |
| 11  | Lent et majestueux - Allegro moderato; ニ短調; 2から6/8拍子へ至る; 原曲『Tema de la "Patum" de Berga』 | Grazioso; ニ長調; 4/4拍子; 原曲『Ball de l'Aliga i Turcs I cavallets』                              | ラファエル・プヤーナへ献呈 |
| 12  | Molto cantabile; 嬰ヘ短調; 3; 原曲『La dama d'Aragó』                                                  | Danza; シャープ3つ; 3; 原曲『La mala nova』                                                         | レオン＝ポール・ファルグの記憶へ献呈 |
| 13  | 原曲『El cant dels ocells』                                                                            | 原曲『El bon caçador』                                                                              | 1972年、ナルシソ・イエペスのために書かれたギター作品 |
| 14  | 原曲『Petiteta l'han casada （Quan jo n’era petitet）』                                                | 原曲『La dansa de Castelltersol （Canco del Lladre）』                                              | 作曲者自身の録音はない。 |
| 15  | | | オルガンのための楽曲 |